# Calodexia rubripes
Calodexia rubripes là một loài ruồi trong họ Tachinidae.